# Elecciones parlamentarias de Haití de 1961
Las elecciones parlamentarias se celebraron en Haití el 30 de abril de 1961, en paralelo a un referéndum presidencial. Fueron convocadas tras la disolución del Parlamento por el presidente François Duvalier y la abolición del Senado, convirtiendo a la Cámara de Diputados en un órgano unicameral. El Partido Unidad Nacional de Duvalier ganó la totalidad de los 67 escaños en las elecciones.
Por primera vez en la historia de Haití, dos mujeres fueron elegidas diputadas: Madame Max Adolphe y Aviole Paul-Blanc.